# دیوید آراس
دیوید آراس (انگلیسی: Davide Arras؛ زادهٔ ۲ آوریل ۱۹۹۸) بازیکن فوتبال است.
وی همچنین در تیم ملی فوتبال زیر ۱۵ سال ایتالیا بازی کرده‌است.